# 天主教開普敦總教區
天主教開普敦總教區（拉丁語：Archidioecesis Civitatis Capitis）是南非一個羅馬天主教教省總教區，也是南非五個總教區之一。
總教區範圍包括西開普省西南部，教座位於首府開普敦。下轄五個教區。2006年有教友213,677人（佔轄區總人口8.0%）、七十二個堂區、一百一十七名司鐸。現任總主教為斯德望·布里斯林，輔理主教為思維·德維德，榮休輔理主教為羅蘭·彌額爾·科卡特。
1818年6月18日建立好望角宗座代牧區，1847年7月30日分為東西兩個代牧區，西區在1939年6月13日易名為開普敦宗座代牧區。1951年1月11日升為總教區。